# 황규봉
황규봉(黃圭奉, 1953년 4월 24일 ~ 2016년 1월 18일)은 전 KBO 리그 삼성 라이온즈의 투수였다.

## 선수 생활
경북고등학교의 전성기를 이끌었던 투수였고  정구왕 전 청보 외야수와  초등학교(성주) 동창이며  중학교(성주중)도 같이 갔지만 두 선수(황규봉 정구왕) 모두 선수부족 탓인지 대구 경상중학교로 전학을 가는 과정에서 1년을 유급했다. 경북고등학교와 고려대학교를 졸업하고 1977년 실업 야구 팀인 한국화장품에 입단하여 1981년까지 몸담은 그는 1982년 한국프로야구 출범에 따라 연고 팀인 삼성 라이온즈의 원년 멤버로 입단하였는데  영남대 상업은행이  본인(황규봉) 스카우트 경쟁을 펼치기도 했다. 프로 원년인 1982년에 최다 세이브(11세이브) 기록을 가지고 있으며, 권영호, 이선희와 함께 15승(권영호 이선희 11선발승, 본인(황규봉) 7선발승)을 거두었다. 원년 멤버 중 한 명인 이만수는 내리막길에 접어들 시기에 10승을 넘게 기록해서 대단한 투수였다고 그를 추억했다. 선수들 사이에서는 "황소"라는 별명으로 불렸다.
하지만, 선수층이 옅은 현실에서 무리한 투구를 한 탓인지 다음 해 6승(5선발승)으로 추락했고 1984년 10승(4선발승)을 거쳐 1985년 14승(모두 선발)을 기록했으나 팔꿈치 부상 때문에 3승(모두 선발)으로 추락했던 1986년까지 선수로 활동하고 은퇴한 그는 같은 해 11월 26일부터 3년 계약 형식을 통해  삼성 라이온즈에서 역대 1호 프로선수 출신  투수코치로 활동한 후 일본과 미국으로 건너가 지도자 연수를 받았으나, 귀국 후에는 아예 야구계를 떠나 개인 사업을 했는데 사생활 문제 때문에  구단으로부터 미운털이 찍혔다.
게다가,  현역 은퇴 후 사업 실패로 인해 가족과의 불화가 겹치며 부산에서 홀로 지냈던 그는 대부분의 야구계 인사들과도 연락을 끊어서, 경상중학교 시절부터 같이 선수 생활을 해 왔던 이선희 외에는 그의 근황을 알고 있었던 사람이 거의 없었다고 하며 이 과정에서 사생활 문제로 물의를 일으킨 본인의 삼성 2군 투수코치 이동을 요구한 편송언 사장과 1989년 삼성 감독으로 부임했던 정동진 감독 두 사람의 사이가 더욱 안 좋아졌고 정동진 감독은 사생활 문제로 물의를 일으킨 황규봉 1군 투수코치의 2군행을 요구한 편송언 사장과 마찰을 빚었던 것 외에도  1990년 한국시리즈 패퇴의 책임 탓인지  1년 임기를 남겨둔 채 1990년 말 감독직에서 물러났으며 본인(황규봉)의 부고 소식도 그의 매제와 이선희를 통해 알려졌을 정도인 데다가, 부고가 알려진 시점에는 야구 팀들이 전지훈련을 떠나는 시기여서 빈소를 찾는 사람들이 적었다고 한다.
경제적인 어려움과 함께 건강이 좋지 않았던 그는 2015년 11월 허리 통증으로 인해 검진을 받았다가 대장암 말기 판정을 받았고, 곧바로 입원 치료를 받았지만 결국 2016년 1월 18일 대장암으로 인해 64세의 나이로 세상을 떠났다.
한편,  대학(고려대) 1학년 때인 1973년 필리핀 아시아야구선수권대회에 국가대표로 발탁됐지만 대회 도중 숙소에서 불이 나 3층에서 뛰어내리다 부상을 입은 뒤 한동안 성인 국가대표팀을 떠났다가 1976년 콜롬비아 세계야구선수권대회를 통해 성인 국가대표팀에 복귀했으나 1977년 8월 고소공포증으로 쓰러져  또다시 국가대표팀을 떠났다가 1979년 9월 다시 마운드에 섰고 1980년 8월 세계야구선수권대회부터 성인 국가대표팀에 복귀했으며 1976년 콜롬비아 세계야구선수권대회와 1980년 이후 성인 국가대표팀에서 뛸 당시에는 자신의 고유번호였던 1번을 이해창이 달고 있었던 터라  14번을 달았는데 이 등번호로 유명한 유백만은 본인(황규봉)과 함께 한국화장품(77년)에서 감독(유백만)-선수(황규봉), 삼성(83~85년)에서 코치(유백만)-선수(황규봉)로 호흡을 맞췄다.

## 학력
- 성주초등학교
- 경상중학교
- 경북고등학교
- 고려대학교

## 수상 경력
- 1982년 최우수 구원, 최다 세이브(11세이브)

## 통산 기록
| 연 도          | 소 속          | 나 이          | 승 리 | 패 전 | 승 률 | 평 자 책 | 출 장 | 선 발 | 완 투 | 완 봉 | 세 이 브 | 홀 드 | 이 닝 | 피 안 타 | 피 홈 런 | 볼 넷 | 고 4 | 탈 삼 진 | 몸 맞 | 보 크 | 폭 투 | 실 점 | 자 책 | 타 자 수 | W H I P |
| -------------- | -------------- | -------------- | ----- | ----- | ----- | -------- | ----- | ----- | ----- | ----- | -------- | ----- | ----- | -------- | -------- | ----- | ---- | -------- | ----- | ----- | ----- | ----- | ----- | -------- | ------- |
| 1982           | 삼성           | 29             | 15    | 11    | .577  | 2.47     | 47    | 16    | 8     | 2     | 11       | 0     | 222.1 | 188      | 11       | 34    | 3    | 99       | 6     | 1     | 4     | 78    | 61    | 865      | 1.00    |
| 1983           | 삼성           | 30             | 6     | 4     | .600  | 3.67     | 30    | 14    | 5     | 1     | 3        | 0     | 130.0 | 136      | 10       | 36    | 4    | 45       | 10    | 0     | 4     | 66    | 53    | 548      | 1.32    |
| 1984           | 삼성           | 31             | 10    | 2     | .833  | 3.25     | 30    | 8     | 2     | 1     | 4        | 0     | 108.0 | 109      | 4        | 24    | 1    | 48       | 8     | 0     | 2     | 42    | 39    | 452      | 1.23    |
| 1985           | 삼성           | 32             | 14    | 7     | .667  | 3.04     | 34    | 24    | 4     | 0     | 4        | 0     | 165.2 | 158      | 12       | 38    | 2    | 55       | 4     | 2     | 1     | 66    | 56    | 679      | 1.18    |
| 1986           | 삼성           | 33             | 3     | 5     | .375  | 3.96     | 13    | 8     | 1     | 0     | 2        | 0     | 50.0  | 48       | 4        | 20    | 0    | 10       | 1     | 0     | 2     | 26    | 22    | 208      | 1.36    |
| KBO 통산 : 5년 | KBO 통산 : 5년 | KBO 통산 : 5년 | 48    | 29    | .623  | 3.08     | 154   | 70    | 20    | 4     | 24       | 0     | 676.0 | 639      | 41       | 152   | 10   | 257      | 29    | 3     | 13    | 278   | 231   | 2752     | 1.17    |

- 시즌 기록 중 굵은 글씨는 해당 시즌 최고 기록